# Horaglanis abdulkalami
Horaglanis alikunhii là một loài cá da trơn trong họ Clariidae và thuộc chi cá Horaglanis. Chúng được phát hiện trong năm 2012, được xác định trong vũng sâu ở bang Kerala phía nam Ấn Độ, được đặt theo tên của cựu Tổng thống Ấn Độ là Tiến sĩ APJ Abdul Kalam để tôn vinh ông qua những đóng góp cho khoa học và giáo dục. Loài cá này có cơ thể thon, dài, toàn thân màu đỏ, dài 3,8 cm. Chúng có điểm độc đáo là có thể ăn được chất hữu cơ trong lòng đất.